# College van de Vlaamse Gemeenschapscommissie

De Gemeenschapscommissie sinds 2025

Het College van de Vlaamse Gemeenschapscommissie (VGC) is het uitvoerend orgaan van de Vlaamse Gemeenschap in het Brussels Hoofdstedelijk Gewest. 

## Structuur
Het VGC-College is samengesteld uit de twee Nederlandstalige ministers en de Nederlandstalige staatssecretaris uit de Brusselse Hoofdstedelijke Regering voor een periode van vijf jaar. Daarnaast woont de Vlaamse minister van Brusselse Aangelegenheden de collegevergaderingen bij met een raadgevende stem. Het College heeft de bevoegdheid over de domeinen cultuur, onderwijs, welzijn en gezondheid. De concrete beleidsuitvoering gebeurt door middel van collegebesluiten. 

## Huidige samenstelling College-Van den Brandt
| Ambtsbekleder | Ambtsbekleder              | Ministerie                                                                            | Partij   |
| ------------- | -------------------------- | ------------------------------------------------------------------------------------- | -------- |
|               | Elke Van den Brandt (1980) | Collegevoorzitter Begroting, Welzijn, Gezondheid, Gezin en Stedelijk beleid           | Groen    |
|               | Sven Gatz (1967)           | Collegelid Onderwijs en Scholenbouw                                                   | Open Vld |
|               | Ans Persoons (1979)        | Collegelid Cultuur, Jeugd, Sport, Gemeenschapscentra en Etnisch-culturele minderheden | Vooruit  |
|               | Cieltje Van Achter (1979)  | Vlaams minister Brussel                                                               | N-VA     |

- Cieltje Van Achter, minister in de Vlaamse regering (regering-Diependaele) bevoegd voor Brussel, woont de vergaderingen van het College bij met raadgevende stem.

## Voorzitters
| Voorzitter | Voorzitter                 | Partij       | Termijn      |
| ---------- | -------------------------- | ------------ | ------------ |
| ...        |                            |              |              |
|            | Jos Chabert (1933-2014)    | CVP          | 1995 - 1998  |
|            | Robert Delathouwer (1953)  | SP/sp.a      | 1999 - 2003  |
|            | Guy Vanhengel (1958)       | VLD/Open Vld | 2003 - 2009  |
|            | Jean-Luc Vanraes (1954)    | Open Vld     | 2009 - 2011  |
|            | Guy Vanhengel (1958)       | Open Vld     | 2011 - 2019  |
|            | Elke Van den Brandt (1980) | Groen        | 2019 - heden |

## Collegeleden
- Jos Chabert (CVP, 1989 - 2004)
- Rufin Grijp (SP, 1989 - 1999)
- Vic Anciaux (VU, 1993 - 1997)
- Robert Delathouwer (SP / sp.a, 1999 - 2003)
- Annemie Neyts-Uyttebroeck (VLD, 1999 - 2000)

- Guy Vanhengel (VLD / Open Vld, 2000 - 2009 // 2011 - 2019)
- Pascal Smet (sp.a, 2003 - 2009 // 2014 - 2023)
- Brigitte Grouwels (CD&V, 2004 // 2009 - 2014)
- Bruno De Lille (Groen!, 2009 - 2014)
- Bianca Debaets (CD&V, 2014 - 2019)
- Ans Persoons (sp.a, 2023 - heden)